# Ramón Bernales de la Cerda
Ramón Bernales de la Cerda (1849-1926) fue un abogado, político y diplomático chileno.

## Primeros años
Nació en Santiago de Chile, como hijo de Ramón Bernales Urmeneta y de Margarita de la Cerda Troncoso. A través de ellos descendía de principales familias de su país, entre ellas los Santiago Concha.

## Carrera política y diplomática
Abogado, habiendo sido miembro de la
Comisión Organizadora para la Exposición Nacional de la Quinta Normal, ingresó a la política siendo elegido diputado por el departamento de Caupolicán para el periodo 1882-1885. Fue reelecto para el siguiente periodo (1885-1888). Entre el 24 de noviembre de 1885 y el 23 de noviembre de 1886, fue segundo vicepresidente de la Cámara de Diputados de Chile.